# Zawadka
Zawadka (ukrán nyelven: ) Lengyelország délkeleti részén, a Kárpátaljai vajdaságban, a Bieszczadi járásban, Ustrzyki Dolne község területén található település, közel a lengyel–ukrán határhoz.

## Fordítás
Ez a szócikk részben vagy egészben  a   Zawadka című angol Wikipédia-szócikk ezen változatának fordításán alapul.  Az eredeti cikk szerkesztőit annak laptörténete sorolja fel. Ez a jelzés csupán a megfogalmazás eredetét és a szerzői jogokat jelzi, nem szolgál a cikkben szereplő információk forrásmegjelöléseként.